# Bob Dylan - The Rolling Thunder Revue: The 1975 Live Recordings
Bob Dylan - The Rolling Thunder Revue: The 1975 Live Recordings è un cofanetto box set di registrazioni dal vivo effettuate da Bob Dylan nel 1975 durante il celebre tour Rolling Thunder Revue, pubblicato il 7 giugno 2019. In occasione di questo tour, Dylan mise insieme un eterogeneo e pittoresco gruppo di musicisti (detto "Guam") composto anche da conoscenti e amici, e girò per gli Stati Uniti suonando in dozzine di concerti. Una raccolta simile ma meno completa, The Bootleg Series Vol. 5: Bob Dylan Live 1975, The Rolling Thunder Revue, era stata pubblicata nel 2002 come parte della Bootleg Series.

## Tracce
CD 1 – S.I.R. prove, New York, NY – 19 ottobre, 1975
1. Rake and Ramblin’ Boy* [incompleto] – 1:50
2. Romance in Durango* [incompleto] – 5:24
3. Rita May* – 3:22
4. I Want You [incompleto] – 2:18
5. Love Minus Zero/No Limit* [incompleto] – 1:12
6. She Belongs to Me* [incompleto] – 2:41
7. Joey [incompleto] – 5:13
8. Isis – 7:45
9. Hollywood Angel [incompleto] – 2:51
10. People Get Ready – 2:42
11. What Will You Do When Jesus Comes? – 5:00
12. Spanish Is the Loving Tongue – 4:05
13. The Ballad of Ira Hayes – 2:55
14. One More Cup of Coffee (Valley Below)* – 3:40
15. Tonight I'll Be Staying Here with You – 2:58
16. This Land Is Your Land – 2:32
17. Dark as a Dungeon* – 3:42

CD 2 – S.I.R. prove, New York, NY – 21 ottobre, 1975
1. She Belongs to Me – 2:39
2. A Hard Rain’s A-Gonna Fall – 4:02
3. Isis – 3:57
4. This Wheel's on Fire/Hurricane/All Along the Watchtower – 13:28
5. One More Cup of Coffee (Valley Below) – 3:15
6. If You See Her, Say Hello – 2:56
7. One Too Many Mornings – 2:31
8. Gwenevere [incompleto] – 2:20
9. Lily, Rosemary and the Jack of Hearts [incompleto] – 2:21
10. Patty's Gone to Laredo – 2:47
11. It's Alright, Ma (I'm Only Bleeding) – 0:52

CD 3 – Seacrest Motel prove, Falmouth, MA – 29 ottobre, 1975
1. Tears of Rage – 3:32
2. I Shall Be Released – 4:11
3. Easy and Slow – 5:22
4. Ballad of a Thin Man – 5:42
5. Hurricane – 8:22
6. One More Cup of Coffee (Valley Below) – 4:16
7. Just Like a Woman – 5:14
8. Knockin’ on Heaven’s Door – 4:30

CD 4–5 – Memorial Auditorium, Worcester, MA – 19 novembre, 1975
1. When I Paint My Masterpiece – 4:38
2. It Ain’t Me, Babe – 5:27
3. The Lonesome Death of Hattie Carroll – 5:13
4. It Takes a Lot to Laugh, It Takes a Train to Cry – 3:19
5. Romance in Durango – 5:26
6. Isis – 5:29
7. Blowin' in the Wind – 2:51
8. Wild Mountain Thyme – 3:58
9. Mama, You Been on My Mind – 2:43
10. Dark as a Dungeon – 3:32
11. I Shall Be Released – 4:23
12. Tangled Up in Blue – 4:48
13. Oh, Sister – 3:59
14. Hurricane^* – 8:20
15. One More Cup of Coffee (Valley Below) – 3:50
16. Sara – 4:44
17. Just Like a Woman – 4:17
18. Knockin' on Heaven’s Door – 4:51
19. This Land Is Your Land – 4:00

CD 6–7 – Harvard Square Theater, Cambridge, MA – 20 novembre, 1975
1. When I Paint My Masterpiece – 4:23
2. It Ain’t Me, Babe~^ – 5:20
3. The Lonesome Death of Hattie Carroll – 5:23
4. It Takes a Lot to Laugh, It Takes a Train to Cry* – 3:26
5. Romance in Durango^* – 5:15
6. Isis – 5:27
7. Blowin' in the Wind* – 2:37
8. Wild Mountain Thyme – 4:06
9. Mama, You Been on My Mind^ – 3:02
10. Dark as a Dungeon – 3:30
11. I Shall Be Released – 4:15
12. Simple Twist of Fate^* – 4:39
13. Oh, Sister – 3:41
14. Hurricane – 8:19
15. One More Cup of Coffee (Valley Below) – 3:55
16. Sara – 5:09
17. Just Like a Woman – 4:12
18. Knockin’ on Heaven’s Door^ – 4:03
19. This Land Is Your Land – 4:05

CD 8–9 – Boston Music Hall, Boston, MA – 21 novembre, 1975 (pomeriggio)
1. When I Paint My Masterpiece – 4:16
2. It Ain't Me, Babe – 5:14
3. The Lonesome Death of Hattie Carroll – 5:17
4. A Hard Rain’s A-Gonna Fall – 5:25
5. Romance in Durango – 4:36
6. Isis – 5:50
7. The Times They Are A-Changin’ – 2:45
8. I Dreamed I Saw St. Augustine – 3:03
9. Mama, You Been on My Mind – 2:50
10. Never Let Me Go – 2:37
11. I Shall Be Released^ – 4:36
12. Mr. Tambourine Man^ – 5:47
13. Oh, Sister – 4:15
14. Hurricane – 8:03
15. One More Cup of Coffee (Valley Below) – 4:02
16. Sara^ – 4:42
17. Just Like a Woman – 4:20
18. Knockin' on Heaven’s Door – 3:59
19. This Land Is Your Land – 3:42

CD 10–11 – Boston Music Hall, Boston, MA – 21 novembre, 1975 (sera)
1. When I Paint My Masterpiece – 4:27
2. It Ain't Me, Babe – 5:13
3. The Lonesome Death of Hattie Carroll^ – 5:30
4. It Takes a Lot to Laugh, It Takes a Train to Cry^ – 3:28
5. Romance in Durango – 4:52
6. Isis^ – 5:21
7. Blowin' in the Wind^ – 2:52
8. The Water Is Wide^ – 5:15
9. Mama, You Been on My Mind – 2:54
10. Dark as a Dungeon – 3:48
11. I Shall Be Released – 4:28
12. I Don’t Believe You (She Acts Like We Never Have Met) – 3:13
13. Tangled Up in Blue^ – 5:14
14. Oh, Sister^ – 4:18
15. Hurricane – 8:07
16. One More Cup of Coffee (Valley Below)^ – 4:27
17. Sara – 5:03
18. Just Like a Woman^ – 4:12
19. Knockin’ on Heaven's Door – 4:10
20. This Land Is Your Land – 3:50

CD 12–13 – Forum di Montreal, Quebec, Canada – 4 dicembre, 1975
1. When I Paint My Masterpiece – 4:22
2. It Ain’t Me, Babe – 5:16
3. The Lonesome Death of Hattie Carroll* – 5:24
4. Tonight I'll Be Staying Here with You^ – 3:55
5. A Hard Rain’s a-Gonna Fall^* – 5:19
6. Romance in Durango – 5:16
7. Isis~* – 5:17
8. Blowin' in the Wind – 2:37
9. Dark as a Dungeon – 3:37
10. Mama, You Been on My Mind – 2:49
11. Never Let Me Go~ – 2:57
12. I Dreamed I Saw St. Augustine* – 3:05
13. I Shall Be Released – 4:24
14. It’s All Over Now, Baby Blue^ – 4:24
15. Love Minus Zero/No Limit^ – 3:34
16. Tangled Up in Blue – 6:32
17. Oh, Sister – 3:40
18. Hurricane – 7:55
19. One More Cup of Coffee (Valley Below)* – 4:12
20. Sara – 4:44
21. Just Like a Woman – 4:49
22. Knockin’ on Heaven's Door – 4:05
23. This Land Is Your Land – 3:45

CD 14 – Rarities
1. One Too Many Mornings* – 3:45
24 ottobre – Gerdes Folk City, New York City, New York
2. Simple Twist of Fate* – 5:53
28 ottobre – Mahjong Parlor, Falmouth, MA
3. Isis – 7:16
2 novembre – Technical University, Lowell, MA
4. With God on Our Side – 5:36
4 novembre – pomeriggio – Civic Center, Providence, RI
5. It's Alright, Ma (I'm Only Bleeding) – 5:44
4 novembre – Sera – Civic Center, Providence, RI
6. Anuncio di radio pro spettacoli en Niagara Falls – 0:59
Niagara Falls, NY
7. The Ballad of Ira Hayes* – 2:53
16 novembre – Tuscarora Reservation, NY
8. Your Cheatin' Heart* – 1:51
23 novembre
9. Fourth Time Around – 3:07
26 novembre – Civic Center, Augusta, Maine
10. The Tracks of My Tears – 2:03
3 dicembre – Chateau Champlain, Montreal Canada
11. Jesse James – 1:51
5 dicembre – Montreal Stables, Montreal, Canada
12. It Takes a Lot to Laugh, It Takes a Train to Cry – 3:32
8 dicembre – “Night of the Hurricane”, Madison Square Garden, New York, NY

~ pubblicata in 4 Songs from Renaldo and Clara (1978)
^ pubblicata in The Bootleg Series Vol. 5: Bob Dylan Live 1975, The Rolling Thunder Revue (2002)
* inclusa nel documentario Rolling Thunder Revue: A Bob Dylan Story by Martin Scorsese (2019)

## Formazione
- Bob Dylan – voce, chitarra, piano, armonica

Guam
- Ronee Blakley – voce
- T Bone Burnett – chitarra, voce
- Ramblin' Jack Elliott – voce, chitarra
- Allen Ginsberg – voce, cimbali
- David Mansfield – steel guitar, mandolino, violino, dobro
- Joni Mitchell – voce
- Bob Neuwirth – chitarra, voce
- Scarlet Rivera – violino
- Luther Rix – batteria, percussioni, conga
- Mick Ronson – chitarra
- Steven Soles – chitarra, voce
- Rob Stoner – basso, voce
- Howie Wyeth – batteria, pianoforte

Musicisti ospiti
- Joan Baez – voce e chitarra in Tears of Rage, I Shall Be Released, Blowin' in the Wind, Wild Mountain Thyme, Mama, You Been on My Mind, Dark as a Dungeon, The Times They Are A-Changin', I Dreamed I Saw St. Augustine, Never Let Me Go, The Water Is Wide, e This Land Is Your Land
- Roger McGuinn – chitarra e voce in Knockin" on Heaven's Door e This Land Is Your Land

CD 14 - Rare Performances
- Bob Dylan – voce, chitarra, pianoforte, armonica a bocca
- Eric Andersen – chitarre in Simple Twist of Fate, Isis, The Tracks of My Tears, e It Takes a Lot to Laugh, It Takes a Train to Cry
- Joan Baez – voce in Simple Twist of Fate
- Larry Keegan – voce in Your Cheatin' Heart
- Rob Stoner – basso in Simple Twist of Fate
- Robbie Robertson – chitarra in It Takes a Lot to Laugh, It Takes a Train to Cry
- Arlen Roth – chitarre in Simple Twist of Fate, Isis, The Tracks of My Tears, e It Takes a Lot to Laugh, It Takes a Train to Cry